# William Aquin Carew
William Aquin Carew (* 23. Oktober 1922 in St. John’s, Kanada; † 8. Mai 2012 ebenda) war ein kanadischer Geistlicher, römisch-katholischer Erzbischof und Diplomat des Heiligen Stuhls. 

## Leben
William Aquin Carew, Sohn von William J. Carew CBE KCSS und Mary Florence Channing, besuchte von 1927 bis 1940 das St. Bonaventure College und das St. Paul Seminar an der University of Ottawa. Am 15. Juni 1947 empfing er die Priesterweihe und wurde persönlicher Sekretär von Ildebrando Antoniutti, dem Apostolischen Delegaten für Kanada und Neufundland. Von 1950 bis 1952 studierte er an der Päpstlichen Diplomatenakademie in Rom. 1952 wurde er persönlicher Sekretär von Patrick James Skinner CIM, Erzbischof von Saint John’s, Neufundland. 1953 trat er in den Dienst des Staatssekretariats des Heiligen Stuhls ein und war von 1963 bis 1969 dessen Leiter der englischsprachigen Sektion und war so verantwortlich für alle staatlichen und diplomatischen Audienzen des Papstes.
Carew begleitete die päpstliche Reise nach Québec (1959) und zur 25-Jahr Feier der Evangelisation in Cebu, Philippinen. Er organisierte die Reisen von Papst Paul VI. in das Heilige Land (1964) und nach Uganda (1969).
Am 27. November 1969 ernannte ihn Papst Paul VI. zum Titularerzbischof von Telde und bestellte ihn zum Apostolischen Nuntius in Burundi und Ruanda. Der Kardinalpräfekt der Kongregation für die Ordensleute, Ildebrando Kardinal Antoniutti, spendete ihm am 4. Januar 1970 im Petersdom die Bischofsweihe; Mitkonsekratoren waren die Kurienerzbischöfe Giovanni Benelli und Sergio Pignedoli. Im April 1972 war er Sondergesandter des Papstes in Bangladesch.
Am 10. Mai 1974 wurde er zum Apostolischen Pro-Nuntius in Zypern und Apostolischen Delegat in Jerusalem und Palästina (Israel und Jordanien) ernannt. Er war zudem Apostolischer Visitator in Griechenland. Er war von 1974 bis 1983 Chancellor der Universität Bethlehem sowie Geistlicher Leiter des Theologischen Studiums in Tantur und im Abraham House, einem Hospiz in Jerusalem.
Am 30. August 1983 wurde er zum Apostolischen Pro-Nuntius in Japan ernannt. Sein altersbedingtes Rücktrittsgesuch nahm Papst Johannes Paul II. am 11. November 1997 an.

## Ehrungen
Papst Paul VI. verlieh ihm am 21. Juni 1963 den Ehrentitel Überzähliger Geheimkämmerer Seiner Heiligkeit (Monsignore) und am 8. Dezember 1964 den Titel Hausprälat Seiner Heiligkeit.